# Athanasia (botanica)
 Athanasia  (L., 1763) è un genere di piante angiosperme dicotiledoni della famiglia delle Asteraceae, sottofamiglia Asteroideae, tribù Anthemideae (Southern hemisphere grade) e sottotribù Athanasiinae.

## Etimologia
Il nome del genere deriva dal greco antico e significa "senza morte, immortale"; un nome antico per la pianta Tanacetum.
Il nome scientifico del genere è stato definito dal botanico Carl Linnaeus (1707-1778) nella pubblicazione " Species Plantarum, Edition 2" ( Sp. Pl., ed. 2. 2: 1180) del 1763.

## Descrizione

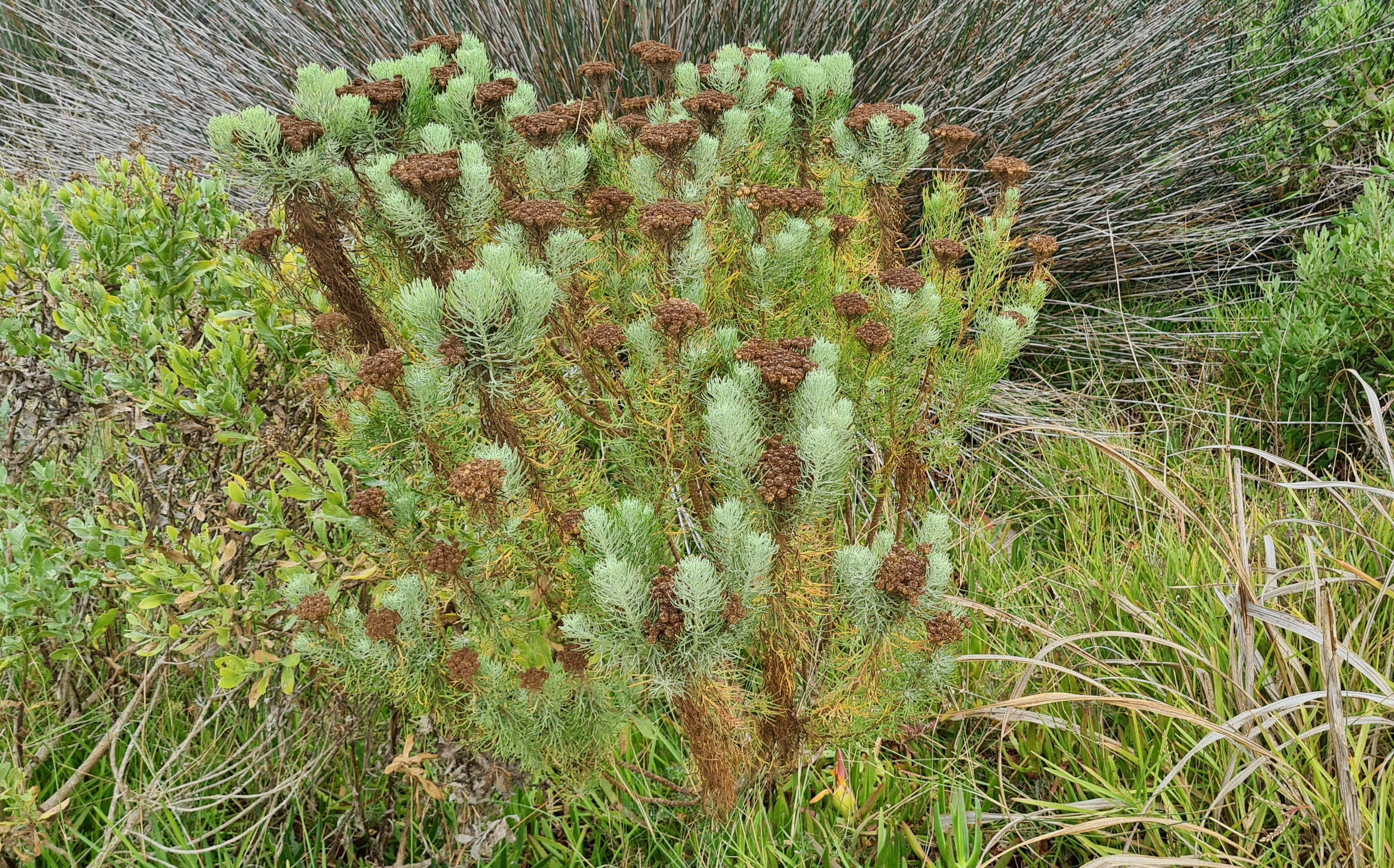
Il portamento
Athanasia crithmifolia

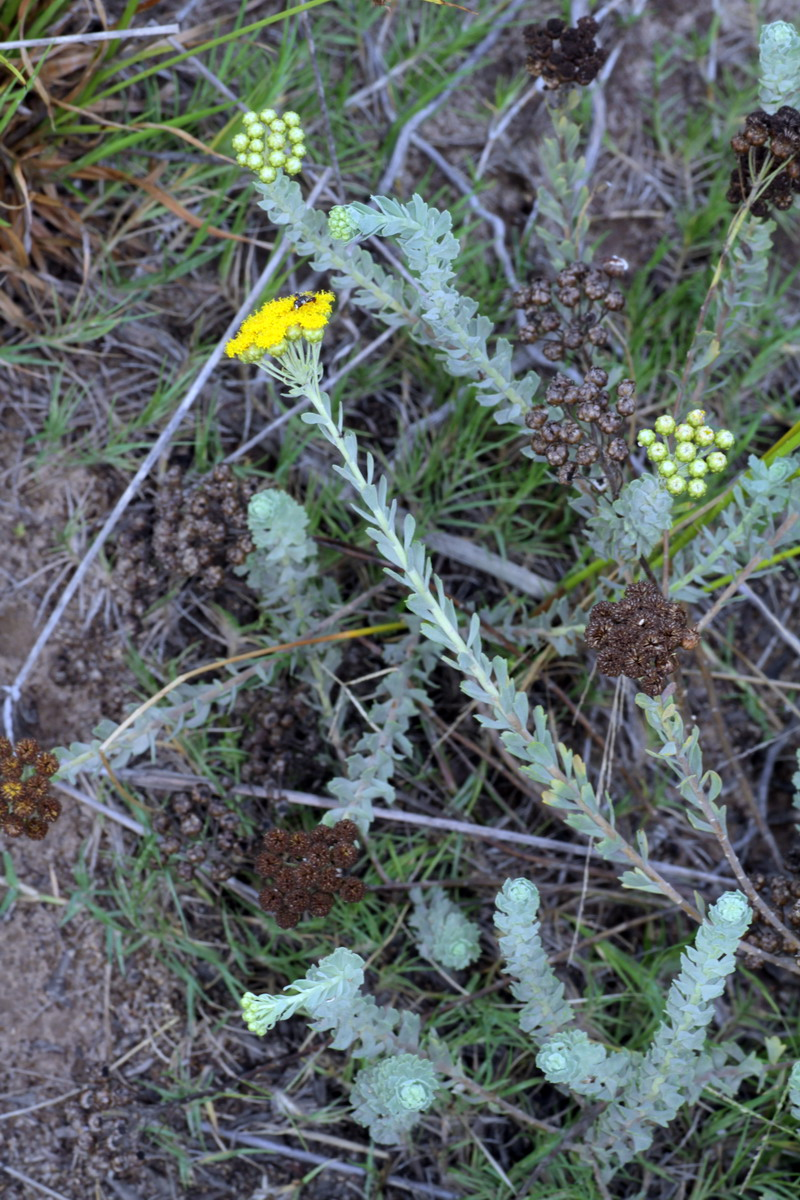
Le foglie
Athanasia trifurcata

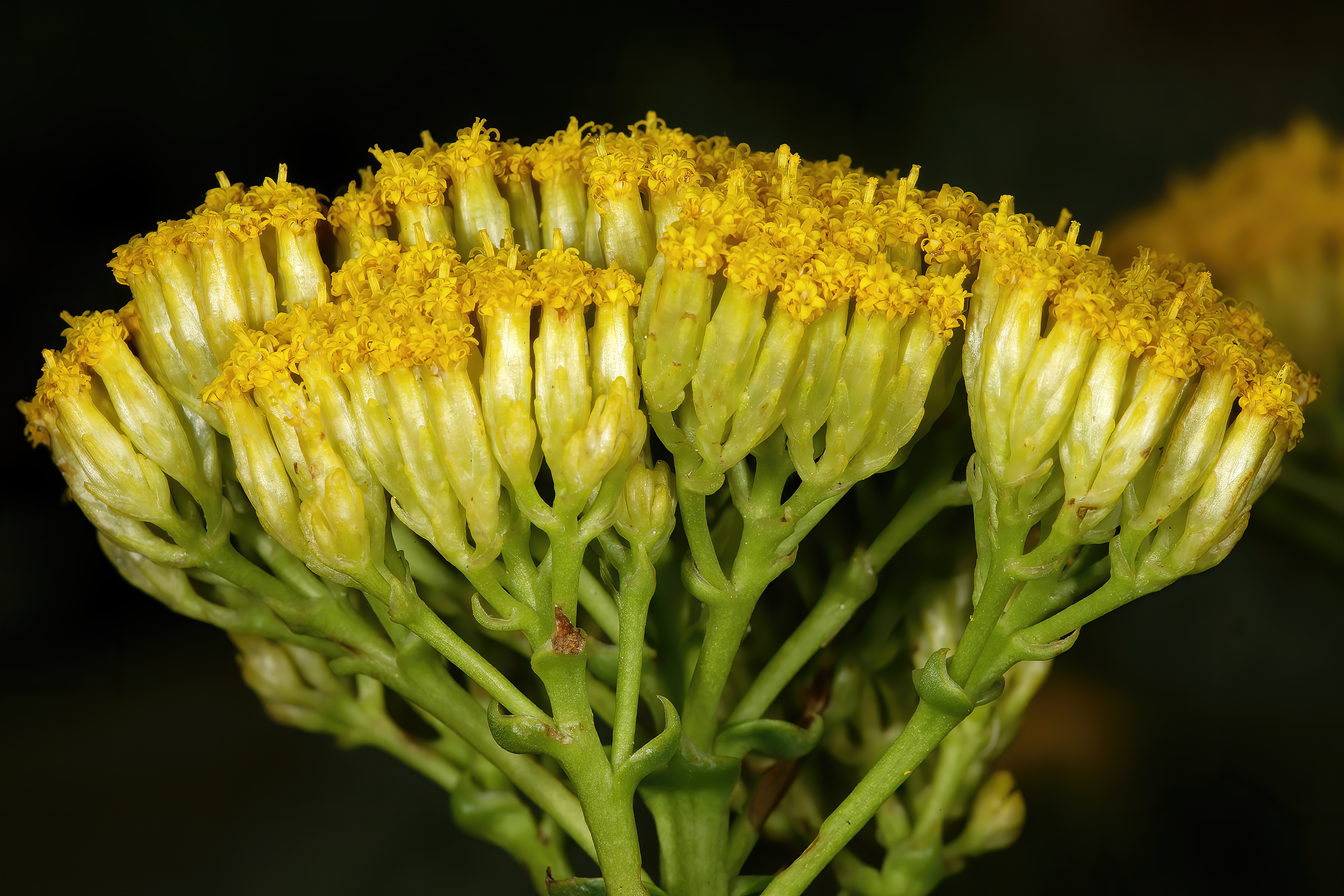
Infiorescenza
Athanasia dentata

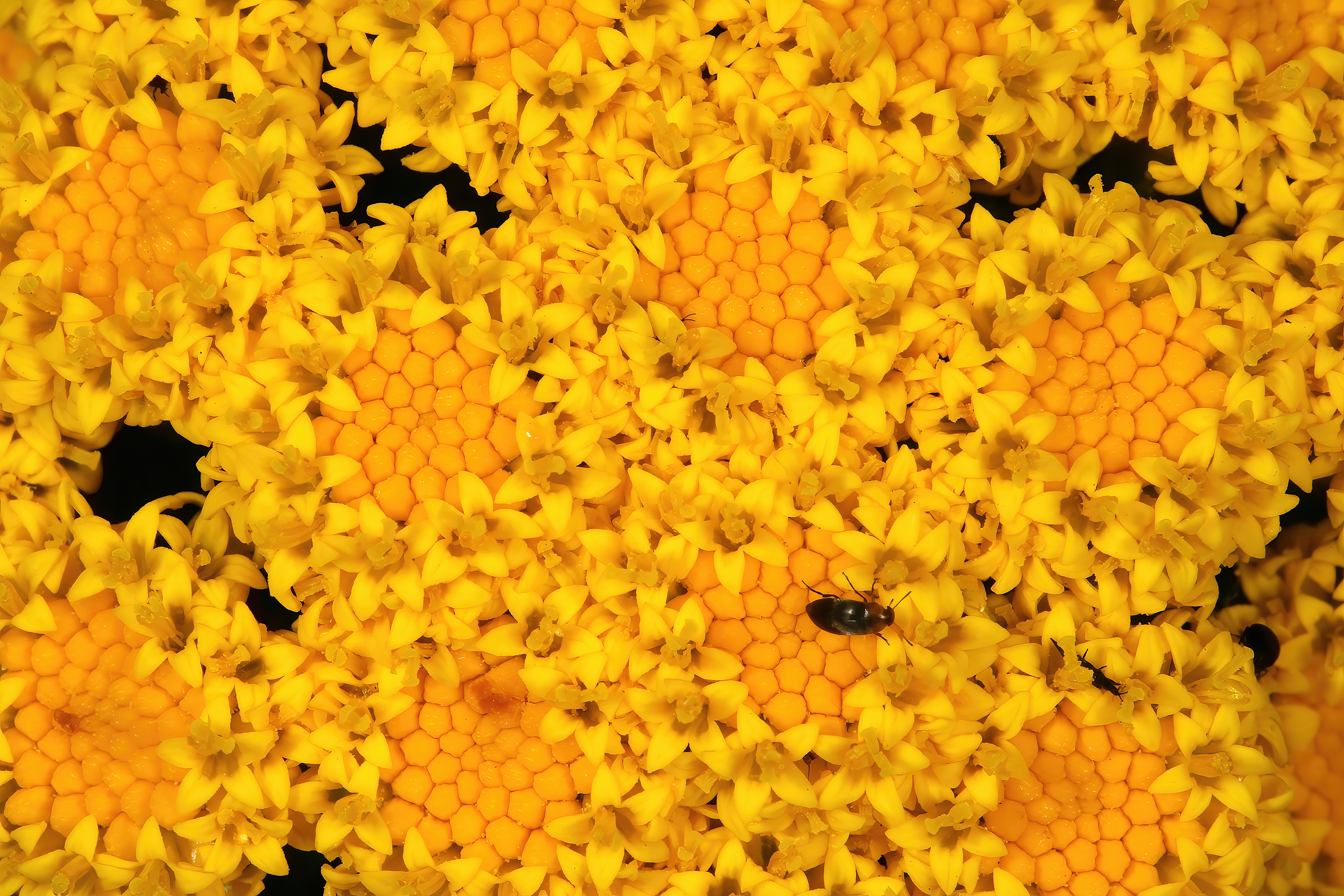
I fiori
Athanasia crithmifolia

Portamento. Le piante di questo genere sono prevalentemente arbustive (o subarbustive). L'indumento è assente o può essere formato da peli stellati, raramente basifissi.
Fusto. La parte aerea in genere è eretta, semplice o ramosa. 
Foglie. Le foglie lungo il caule possono essere disposte sia in modo alternato (raramente opposto). La lamina varia da intera a pennatifida. In alcune specie le foglie sono succulente.
Infiorescenza. Le sinflorescenze sono formate da capolini o solitari o raccolti in modo corimboso. Le infiorescenze vere e proprie sono composte da un capolino terminale peduncolato (o sessile) di tipo discoide. I capolini sono formati da un involucro, con forme emisferiche, talvolta obconiche, ellissoidi-cilindriche o urceolate, composto da diverse brattee, al cui interno un ricettacolo fa da base ai fiori di due tipi: fiori del raggio (qui assenti) e fiori del disco. Le brattee, piatte, con forme strettamente ellittiche e a consistenza erbacea (scariose all'apice e spesso con canali resinosi centrali), sono disposte in modo più o meno embricato su più serie (da 2 a 5). Il ricettacolo, da piatto a emisferico, è provvisto di pagliette avvolgenti la base dei fiori (raramente ne è privo); all'esterno può essere densamente irsuto.
Fiori.  I fiori sono tetra-ciclici (formati cioè da 4 verticilli: calice – corolla – androceo – gineceo) e pentameri (calice e corolla formati da 5 elementi). Si distinguono in:
- fiori del raggio (esterni): sono assenti;
- fiori del disco (centrali): sono numerosi con forme brevemente tubulose (attinomorfe); sono ermafroditi e fertili.

- Formula fiorale:

*/x K {\displaystyle \infty }, [C (5), A (5)], G 2 (infero), achenio
- Calice: i sepali del calice sono ridotti ad una coroncina di squame.

- Corolla:

- fiori del raggio: (solo fiori del disco) la forma è tubulare bruscamente divaricata in 5 lobi; i lobi, patenti o eretti, hanno una forma deltata o più o meno lanceolata; il colore può essere giallo o bianco. Il tubo è ricoperto da peli ghiandolosi.

- Androceo: l'androceo è formato da 5 stami (alternati ai lobi della corolla) sorretti da filamenti generalmente liberi; gli stami sono connati e formano un manicotto circondante lo stilo. Le antere possono essere sia di tipo basifissa che mediofissa (ossia attaccate al filamento per la base – nel primo caso; oppure in un punto intermedio – nel secondo caso).[13] Questa caratteristica ha valore tassonomico in quanto distingue i generi gli uni dagli altri. Il tessuto endoteciale (rivestimento interno dell'antera) è quasi sempre polarizzato (con due superfici distinte: una verso l'esterno e una verso l'interno). Il polline è sferico con un diametro medio di circa 25 micron;  è tricolporato (con tre aperture sia di tipo a fessura che tipo isodiametrica o poro) ed è echinato (con punte sporgenti).

- Gineceo: l'ovario è infero uniloculare formato da 2 carpelli. Lo stilo (il recettore del polline) è profondamente bifido (con due stigmi divergenti) e con le linee stigmatiche marginali separate o contigue. I due bracci dello stilo hanno una forma troncata e possono essere papillosi o ricoperti da ciuffi di peli.

Frutti. I frutti sono degli acheni senza pappo;
- achenio: la forma degli acheni è cilindrica o obovoide (a volte sono compressi) privi di coste o con diverse coste (da 5 a 12); nei solchi tra le coste sono presenti dei canali di resina e vari fasci vascolari; l'apice degli acheni è arrotondato o sormontato da un piccolo anello (pseudo pappo).

## Biologia
Impollinazione: l'impollinazione avviene tramite insetti (impollinazione entomogama tramite farfalle diurne e notturne).

Riproduzione: la fecondazione avviene fondamentalmente tramite l'impollinazione dei fiori (vedi sopra).

Dispersione: i semi (gli acheni) cadendo a terra sono successivamente dispersi soprattutto da insetti tipo formiche (disseminazione mirmecoria). In questo tipo di piante avviene anche un altro tipo di dispersione: zoocoria. Infatti gli uncini delle brattee dell'involucro (se presenti) si agganciano ai peli degli animali di passaggio disperdendo così anche su lunghe distanze i semi della pianta. Inoltre per merito del pappo (se presente) il vento può trasportare i semi anche a distanza di alcuni chilometri (disseminazione anemocora).

## Distribuzione e habitat
Le specie di questo genere sono distribuite in Africa meridionale (Province del Capo, KwaZulu-Natal, Lesotho e Namibia).

## Sistematica
La famiglia di appartenenza di questa voce (Asteraceae o Compositae, nomen conservandum) probabilmente originaria del Sud America, è la più numerosa del mondo vegetale, comprende oltre 23.000 specie distribuite su 1.535 generi, oppure 22.750 specie e 1.530 generi secondo altre fonti (una delle checklist più aggiornata elenca fino a 1.679 generi). La famiglia attualmente (2021) è divisa in 16 sottofamiglie; la sottofamiglia Asteroideae è una di queste e rappresenta l'evoluzione più recente di tutta la famiglia.

### Filogenesi
Il gruppo di questa voce è descritto nella tribù Anthemideae, una delle 21 tribù della sottofamiglia Asteroideae). In base alle ultime ricerche nella tribù sono stati individuati (provvisoriamente) 4 principali lignaggi (o cladi): "Southern hemisphere grade", "Asian-southern African grade", "Eurasian grade" e "Mediterranean clade". Il genere  Athanasia  (insieme alla sottotribù Athanasiinae) è incluso nel clade Southern hemisphere grade..
La sottotribù Athanasiinae è caratterizzata dalle seguenti proprietà: il ricettacolo, piatto (o da emisferico a conico), è provvisto, oppure no, di pagliette; Il tessuto endoteciale è quasi sempre polarizzato; l'indumento è formato da peli basifissi (o anche mediafissi); il numero cromosomico di base è x = 8.
Da un punto di vista filogenetico il genere Athanasia occupa una posizione abbastanza centrale nella sottotribù Athanasiinae. In particolare è "vicino" al genere Hymenolepis Cass.; insieme formano un "gruppo fratello". 
I caratteri distintivi del genere sono:
- le antere hanno un'appendice apicale (un sacco di resina può essere presente);
- l'apice degli acheni è arrotondato o sormontato da un piccolo anello.

Il numero cromosomico delle specie di questo genere è: 2n = 16 (genere poliploide).

### Elenco delle specie
Questo genere ha 41 specie:
- Athanasia adenantha (Harv.) Källersjö
- Athanasia alba Källersjö
- Athanasia argentea R.F.Powell & Magee
- Athanasia bremeri Källersjö
- Athanasia calophylla Källersjö
- Athanasia capitata (L.) L.
- Athanasia cochlearifolia Källersjö
- Athanasia crenata (L.) L.
- Athanasia crithmifolia (L.) L.
- Athanasia cuneifolia Lam.
- Athanasia dentata (L.) L.
- Athanasia elsiae Källersjö
- Athanasia filiformis L.f.
- Athanasia flexuosa Thunb.
- Athanasia grandiceps Hilliard & B.L.Burtt
- Athanasia gyrosa R.F.Powell & Magee
- Athanasia hirsuta Thunb.
- Athanasia humilis Källersjö
- Athanasia imbricata Harv.
- Athanasia inopinata (Hutch.) Källersjö
- Athanasia juncea D.Dietr.
- Athanasia leptocephala Källersjö
- Athanasia linifolia Burm.f.
- Athanasia microcephala D.Dietr.
- Athanasia microphylla DC.
- Athanasia minuta (L.f.) Källersjö
- Athanasia oocephala (DC.) Källersjö
- Athanasia pachycephala DC.
- Athanasia pectinata L.f.
- Athanasia pinnata L.f.
- Athanasia pubescens (L.) L.
- Athanasia quinquedentata Thunb.
- Athanasia rugulosa E.Mey. ex DC.
- Athanasia scabra Thunb.
- Athanasia sertulifera DC.
- Athanasia spathulata D.Dietr.
- Athanasia tomentosa Thunb.
- Athanasia trifurcata (L.) L.
- Athanasia vestita Druce
- Athanasia virgata Jacq.
- Athanasia viridis Källersjö

### Sinonimi
Sono elencati alcuni sinonimi per questa entità:
- Asaemia Harv.
- Bembecodium  Lindl.
- Bembycodium  Kunze
- Holophyllum  Less.
- Morysia  Cass.
- Pristocarpha  E.Mey. ex DC.
- Saintmorysia  Endl.
- Stilpnophytum  Less.